# Parabbit
Parabbit (29 de julio de 1993) es la mascota oficial de los Juegos Paralímpicos de Nagano 1998, que se celebraron en Nagano en marzo de 1998.